# Жиґімантас
Жиґіма́нтас (лит. Žygimantas), або Жиґимо́нт (заст. укр. Жыкгимонтъ), це литовське чоловіче ім'я, варіант німецького імени Зиґмунт, що означає «захист через перемогу». Відомі люди з цим ім'ям:
- Жиґимонт I Старий (1467–1548), король польський і великий князь литовський
- Жиґимонт Август (1520–1572), король польський і великий князь литовський
- Жиґімантас Йонушас (1982-), литовський баскетболіст
- Жиґимонт Кейстутович (1365–1440), великий князь литовський
- Жиґимонт Корибутович (1365–1440), князь сіверський і король Богемії
- Жиґімантас Павільоніс (1971-), литовський дипломат і консервативний політик
- Жиґімантас Скучас (1992-), литовський баскетболіст
- Жиґімантас Стануліс (1993-), литовський важкоатлет
- Жиґімантас Янавічіус (1989-), литовський баскетболіст